# Peter Mankoč
Peter Mankoč (ur. 4 lipca 1978 w Lublanie), słoweński pływak, 6-krotny medalista mistrzostw świata na basenie 25-m, 19-krotny medalista mistrzostw Europy na krótkim basenie (niepokonany na dystansie 100 m stylem zmiennym w latach 2000–2009). Rekordzista świata i Europy.

## Sukcesy

### Mistrzostwa świata (basen 25 m)
- 2002 Moskwa -  (100 m zmiennym)
- 2002 Moskwa -  (200 m zmiennym)
- 2004 Indianapolis -  (100 m zmiennym)
- 2004 Indianapolis -  (100 m motylkowym)
- 2006 Szanghaj -  (100 m zmiennym)
- 2008 Manchester -  (100 m motylkowym)
- 2008 Manchester -  (100 m zmiennym)

### Mistrzostwa Europy
- 2008 Eindhoven -  (100 m motylkowym)

### Mistrzostwa Europy (basen 25 m)
- 1999 Lizbona -  (100 m zmiennym)
- 2000 Walencja -  (100 m zmiennym)
- 2000 Walencja -  (200 m zmiennym)
- 2001 Antwerpia -  (100 m zmiennym)
- 2001 Antwerpia -  (200 m zmiennym)
- 2001 Antwerpia -  (50 m grzbietowym)
- 2002 Riesa -  (100 m zmiennym)
- 2002 Riesa -  (200 m zmiennym)
- 2003 Dublin -  (100 m zmiennym)
- 2003 Dublin -  (200 m zmiennym)
- 2004 Wiedeń -  (100 m zmiennym)
- 2005 Triest -  (100 m zmiennym)
- 2005 Triest -  (100 m motylkowym)
- 2006 Helsinki -  (100 m zmiennym)
- 2006 Helsinki -  (100 m motylkowym)
- 2007 Debreczyn -  (100 m zmiennym)
- 2007 Debreczyn -  (100 m motylkowym)
- 2008 Rijeka -  (100 m zmiennym)
- 2009 Stambuł -  (100 m motylkowym)
- 2009 Stambuł -  (100 m zmiennym)
- 2010 Eindhoven -  (100 m zmiennym)
- 2010 Eindhoven -  (100 m motylkowym)
- 2011 Szczecin -  (100 m zmiennym)
- 2012 Chartres -  (100 m zmiennym)
- 2012 Chartres -  (sztafeta mieszana 4 x 50 m zmiennym)